# Tylice (Toruń)
Pour les articles homonymes, voir Tylice.
Tylice est un village de Pologne situé en Couïavie-Poméranie, dans le gmina (commune) de Łysomice.